# Efstatios Topalidis
Efstatios (Statis) Topalidis (gr. Ευστάθιος (Στάθης) Τοπαλίδης; ur. 12 października 1978) – grecki zapaśnik walczący w stylu wolnym. Olimpijczyk z Sydney 2000, gdzie zajął piętnaste miejsce w kategorii 130 kg.
Dwukrotny uczestnik mistrzostw świata; piąty w 2003. Brązowy medalista mistrzostw Europy w 2005. Trzeci na mistrzostwach śródziemnomorskich w 2010. Trzeci na MŚ wojskowych w 2002 roku.
- Turniej w Sydney 2000

Przegrał z Aleksim Modebadzem z Gruzji i Irańczykiem Abbasem Dżadidi i odpadł z turnieju.